# ماینبورن
ماینبورن (به آلمانی: Meinborn) یک شهر در آلمان است که در Neuwied واقع شده‌است. ماینبورن ۴۸۸ نفر جمعیت دارد.